# Historische theologie
Historische theologie is een tak binnen de theologie die theologische ideeën, concepten en stellingen in zijn historische context onderzoekt. Hierbij komen de sociale en culturele mechanismen aan bod die er toe aanleiding of die de context ervan verhelderen. Het onderzoek en de methode in dit veld legt zich toe op de relatie tussen theologie en zijn context alsook de grote theologische invloeden op de figuren en onderwerpen die worden bestudeerd. Historisch theologen houden zich dus bezig met de historische ontwikkeling van de theologie.